# Stigma (album EMF)
Stigma — drugi studyjny album grupy EMF, zawierający single Getting Through (wydany także na Unexplained EP), They're Here, Arizona oraz It's You.

## Lista utworów
Wszystkie utwory skomponowane przez EMF oprócz tych gdzie oznaczono inaczej.
1. "They're Here" - 4:22
2. "Arizona" (James Atkin, Ian Dench) - 4:05
3. "It's You" (aka "It's You That Leaves Me Dry") (Atkin, Dench) - 3:54
4. "Never Know" (Atkin, Dench) - 4:02
5. "Blue Highs" (Dench) - 3:48
6. "Inside" (Atkin) - 3:26
7. "Getting Through" (Dench) - 4:23
8. "She Bleeds" (Dench) - 4:05
9. "Dog" - 3:56
10. "The Light that Burns Twice as Bright..." (aka "Tribal"[2]) - 4:09